# Orde Wingate
Orde Charles Wingate (ur. 26 lutego 1903 w Nainital, zm. 24 marca 1944 pod Bishnupur)  – brytyjski generał major zginął w katastrofie lotniczej w czasie II wojny światowej.

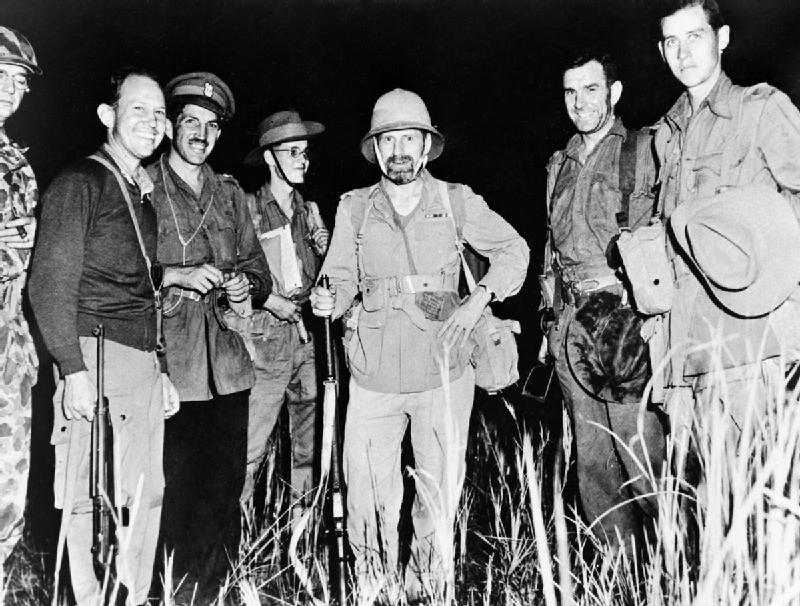
Wingate z dowódcami Czinditów

## Życiorys
Pochodził z rodziny o wojskowych tradycjach, jego ojcem był George Wingate, pułkownik armii brytyjskiej.
W 1921 Wingate wstąpił do Akademii Wojskowej w Woolwich w Anglii. Po jej ukończeniu w 1936 został mianowany na stopień kapitana i objął stanowisko szefa sztabu 16 Brygady Piechoty. Był syjonistą i wierzył, że dopóki Żydzi nie odbudują świątyni króla Salomona, nie będzie możliwe ponowne pojawienie się Chrystusa na Ziemi.
W 1937 wybuchło w Palestynie antybrytyjskie powstanie arabskie. Oddziały arabskie stosowały na szeroką skalę metody terrorystyczne (ataki bombowe, zamachy na przedstawicieli administracji brytyjskiej). Ponieważ większość ataków była dokonywana nocą, trudne było ustalenie sprawców zamachów.
Orde Wingate zaproponował utworzenie ochotniczych oddziałów składających się z zamieszkujących Palestynę Żydów. W 1938 roku zorganizowano kurs dla ochotników chcących wstąpić do nowej formacji o nazwie Special Night Squads. Kierowane przez Wingate’a SNS skutecznie ograniczyło liczbę nocnych zamachów (SNS zostały rozwiązane na początku 1939 roku).
Oddziały kierowane przez Wingate'a stosowały w Palestynie zasadę odpowiedzialności zbiorowej. Nie mogąc zidentyfikować sprawców licznych incydentów, brały odwet na ludności cywilnej. Do ich metod należały m.in. podpalanie stodół, demolowanie domów, konfiskowanie bydła i rozstrzeliwanie. Często stosowane było również dziesiątkowanie. Polegało to na tym, że po zajęciu wioski Wingate i jego ludzie spędzali mężczyzn w jedno miejsce i żądali wydania broni. Jeśli ci odmawiali, zabijano co dziesiątego.
W chwili wybuchu II wojny światowej Orde Wingate znajdował się na terenie Anglii. W 1940 po przystąpieniu do wojny Włoch został skierowany do Chartumu w Sudanie. Organizował tam ochotnicze oddziały złożone z Etiopczyków nazywane Siłami Gideona. 20 stycznia 1941 Siły Gideona zdobyły stolicę Etiopii Addis Abebę.
W 1943 awansowany do stopnia brygadiera Wingate utworzył 77 Brygadę piechoty. Jednostka ta była przeznaczona do działań na tyłach wojsk japońskich okupujących Birmę. W lutym 1943 żołnierze 77 Brygady (nazywani Czinditami) dowodzeni przez Wingate’a wykonali uderzenie na tyły wojsk japońskich niszcząc w kilku miejscach linie kolejowe. Na terytorium kontrolowane przez wojska brytyjskie Czindici wrócili w marcu 1943.
Rajd uznano za duży sukces. Wingate został awansowany do stopnia generała majora i otrzymał rozkaz przeprowadzenia podobnej operacji pod kryptonimem Operation Thursday siłami sześciu brygad. Operacja zaczęła się w nocy z 5 na 6 marca 1944.
24 marca 1944 Orde Charles Wingate zginął w katastrofie lotniczej samolotu B-25 Mitchell podczas powrotu z odprawy w Indiach do baz Czinditów. Po latach marszałek Montgomery orzekł ,,Najlepszą rzeczą jaką zrobił w życiu Wingate było to, że pozwolił się zabić w katastrofie lotniczej".